# 직례
직례(중국어 간체자: 直隶, 정체자: 直隸, 병음: Zhílì 즈리[*])는 14세기 명나라 시대부터 1928년 중화민국 시대까지 현재의 중국 북부에 있던 행정 구역이다. 직례는 "직접 통치한다"라는 뜻을 갖고 있다.
명나라 홍무제 시기에는 명나라 최초의 수도였던 응천부(應天府, 현재의 난징시) 주변을 직례라고 불렀다. 영락제 시기였던 1403년에 명나라의 수도가 순천부(順天府, 현재의 베이징시)로 이전되면서 순천부 주변 지역(현재의 베이징, 톈진시, 허베이성, 허난성, 산둥성)은 북직례(北直隷), 응천부 주변 지역(현재의 장쑤성, 안후이성, 상하이시)은 남직례(南直隷)라고 불렀다.
명나라 다음에 들어선 청나라는 베이징을 수도로 하고 북직례를 직례성(直隷省)으로 개편했다. 또한 직례성에 직례총독(直隷總督)을 임명했다. 한편 폐지된 남직례는 강남성(江南省, 현재의 장쑤성, 안후이성)으로 개편되었다. 1928년 중화민국이 수도를 베이징에서 난징으로 이전하면서 즈리성이 허베이성으로 개편되었다.

## 행정구역

### 명[1]

#### 북직례
순천부(順天府) · 보정부(保定府) · 하간부(河間府) · 광평부(廣平府) · 순덕부(順德府) · 진정부(真定府) · 대명부(大名府) · 영평부(永平府) · 연경주(延慶州) · 보안주(保安州) · 만전도지위사사(萬全都指揮使司) · 북평행도지휘사사(北平行都指揮使司)

#### 남직례
응천부(應天府) · 봉양부(鳳陽府) · 회안부(淮安府) · 양주부(揚州府) · 소주부(蘇州府) · 송강부(松江府) · 상주부(常州府) · 진강부(鎭江府) · 노주부(廬州府) · 안경부(安慶府) · 대평부(大平府) · 지주부(池州府) · 영국부(寧國府) · 휘주부(徽州府) · 서주부(徐州府) · 저주(滁州) · 화주(和州) · 광덕주(廣德州)

### 청[2]
순천부(順天府) · 보정부(保定府) · 정정부(定定府) · 대명부(大名府) · 순덕부(順德府) · 광평부(廣平府) · 천진부(天津府) · 하간부(河間府) · 승덕부(承德府) · 조양부(朝陽府) · 선화부(宣化府) · 영평부(永平府)

#### 직례주(直隸州)
적봉(赤峰) · 준화(遵化) · 역주(易州) · 기주(冀州) · 조주(趙州) · 심주(深州) · 정주(定州)

#### 청(廳)
구북삼청(口北三廳) · 장가구청(張家口廳) · 독석구청(獨石口廳) · 도론누르청(多倫諾爾廳)

### 중화민국 북양정부
진해도(津海道) · 보정도(保定道) · 대명도(大名道) · 구북도(口北道)